# Токарев, Артём Николаевич
Артём Николаевич Токарев (род. 11 июня 1985) — российский хоккеист, нападающий.

## Карьера
А.Н. Токарев – воспитанник нижнекамского хоккея. В течение нескольких сезонов играл в клубах первой и высшей лиги чемпионата России. В 97 играх в первой лиге набрал  46+65 очков по систем «гол+пас». В высшей лиге в 147 играх набрал 13+27 очков.
С 2009 года играет в казахстанских клубах. В чемпионате Казахстана провел 115 игр, забил 28 шайб и сделал 56 результативных передач.
В ВХЛ в составе «Казцинк-Торпедо» провел 130 игры, набрав 11+20 очков.